# Illbergstjärnen
Illbergstjärnen är en sjö i Bodens kommun i Norrbotten och ingår i Luleälvens huvudavrinningsområde. Sjön har en area på 0,131 kvadratkilometer och ligger 159,9 meter över havet.

## Delavrinningsområde
Illbergstjärnen ingår i det delavrinningsområde (732755-173716) som SMHI kallar för Utloppet av Degerträsket. Medelhöjden är 176 meter över havet och ytan är 21,6 kvadratkilometer. Det finns ett avrinningsområde uppströms, och räknas det in blir den ackumulerade arean 33,52 kvadratkilometer. Urstjärnälven som avvattnar avrinningsområdet har biflödesordning 3, vilket innebär att vattnet flödar genom totalt 3 vattendrag innan det når havet efter 108 kilometer. Avrinningsområdet består mestadels av skog (67 procent) och sankmarker (10 procent). Avrinningsområdet har 4,08 kvadratkilometer vattenytor vilket ger det en sjöprocent på 18,9 procent.